# Ян Бреммер
Ян Бреммер (Ian Bremmer народився 12 листопада 1969 року) — американський політолог, який спеціалізується в області зовнішньої політики США, держави в перехідний період і в глобальному політичному ризику. Він є президентом і засновником Eurasia Group та консалтингової фірми з офісами в Нью-Йорку, Вашингтоні, Лондоні, Токіо, Сан-Паулу і Сан-Франциско. Станом на грудень 2014 року, він є оглядачем закордонних справ і редактором з особливих доручень. У 2013 році він був названий професором глобальних досліджень Нью-Йоркського університету. Eurasia Group проводить аналіз і експертизу про те, як політичні події і динаміка національної безпеки переміщення ринків формують інвестиційний клімат по всій земній кулі.

## Життя і кар'єра

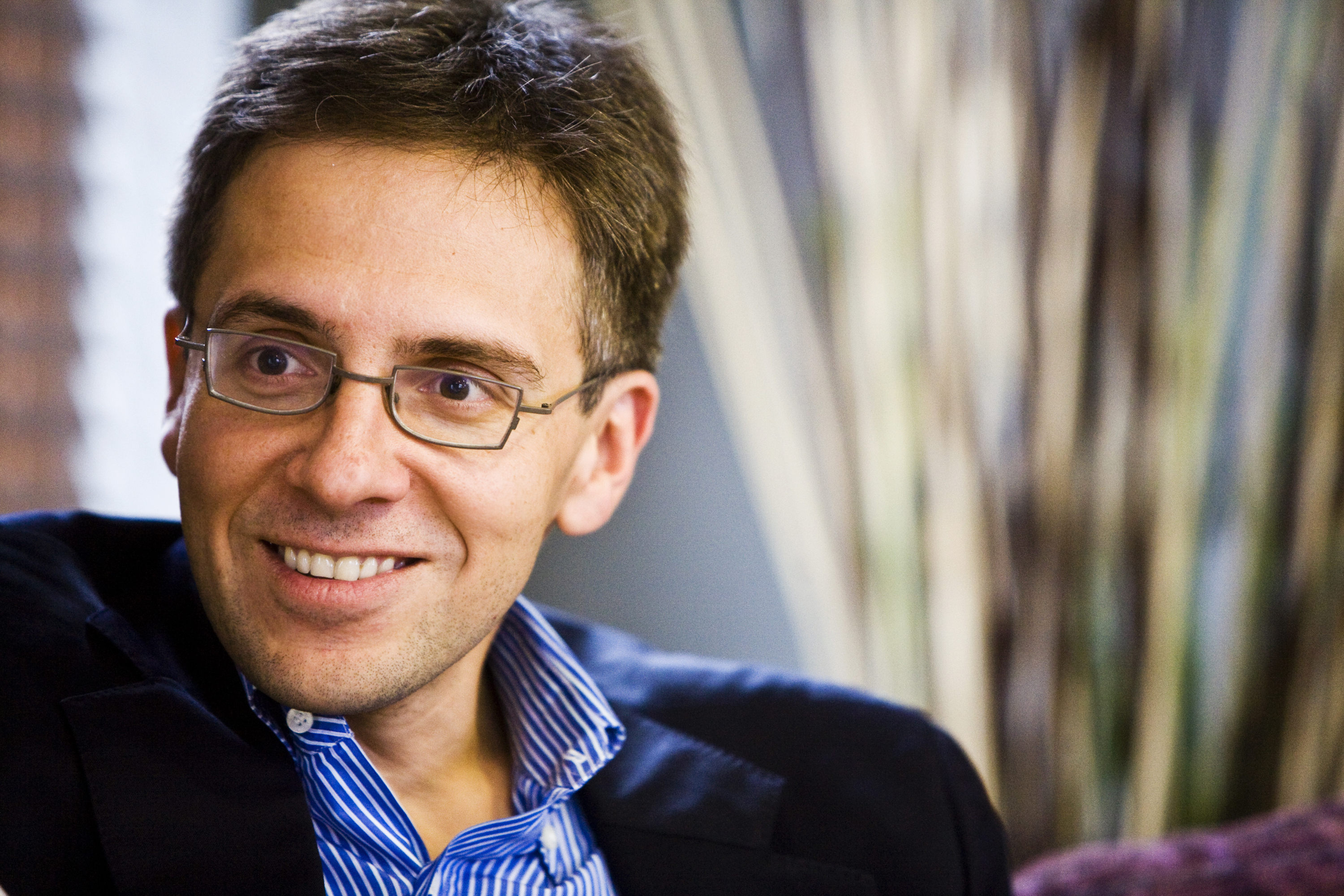
Ян Бреммер

Бреммер є вірменсько-німецького походження. Він виріс в Бостоні. Бреммер отримав ступінь бакалавра з відзнакою в галузі міжнародних відносин Тулейнського університету в 1989 році і докторський ступінь в галузі політології Стенфордського університету в 1994 році, написання «Політика етнічності: Росіяни в Україні».
Потім він працював на факультеті Інституту Гувера, де в 25 років він став наймолодшим в історії установи Національний співробітником. Він провів дослідження в Нью-Йоркському університеті (де він в даний час викладає), Колумбійському університеті, Інституті Схід-Захід, Інституті світової політики, національній лабораторії Лоуренса Лівермора, Інституту політики.
Бреммер найбільш широко відомій досягненнями в області політичного ризику; згадується як «гуру» в тижневику The Economist і The Wall Street Journal. У 2001 році Бреммер створив перший глобальний індекс політичного ризику на Уолл-стріт, нині GPRI (Глобальний індекс політичних ризиків). Тлумачення Бреммера про ринки які розвиваються, як «країна, де питання політика, принаймні стільки ж, скільки економіка на ринок» є стандартним довідником в області політичного ризику.
Бреммер опублікував дев'ять книг, в тому числі національних бестселерів: Кожен народ сам за себе: переможці і переможені в G-Zero World (Every Nation for Itself: Winners and Losers in a G-Zero World) (Portfolio, May 2012) в якому деталізовані ризики і можливості в світі без глобального лідерства та Кінець вільного ринку: Хто виграє війну між державами і корпораціями (The End of the Free Market: Who Wins the War Between States and Corporations) (Portfolio, May 2010) який описує глобальне явище державного капіталізму і його наслідки для економіки і політики. Він також написав  Крива джей: новий спосіб зрозуміти, чому Нації злітають і падають (The J Curve: A New Way to Understand Why Nations Rise and Fall) (Simon & Schuster, 2006). Він недавно видав Наддержава: три вибори для ролі Америки в світі (Superpower: Three Choices for America's Role in the World) (Portfolio, May 2015) в якому міститься аналіз зовнішньої політики США після закінчення холодної війни, і заклик до переосмислення ролі США в світі.
Бреммер письменник і коментатор в засобах масової інформації. Він є іноземним оглядачем справ і редактор з особливих доручень, вкладником для Financial Times A-List. Також його статті публіковали Washington Post, New York Times, The Wall Street Journal, Harvard Business Review, Foreign Affairs та багато інших. Він регулярно з'являється на CNBC, CNN, Fox News Channel, Bloomberg Television, National Public Radio, BBC та ін.
Серед його професійних призначень: Бреммер служба в Раді при президенті Близькосхідного Фонду, Раді лідерів вищого рівня Конкордіъ і Раді піклувальників компанії Intelligence Squared. У 2007 році він названий «Young Global Leader» Всесвітнього економічного форуму, а в 2010 році заснував і був призначений головою Глобальної ради порядку денного Форуму геополітичних ризиків. У грудні 2015 року Бреммер був посвячений у лицарі уряду Італії.

## Вибрані Праці
- Soviet Nationalities Problems. (edited with Norman Naimark), (Stanford: Stanford Center for Russian and East European Studies: 1990). ISBN 0-87725-195-9
- Nations and Politics in the Soviet Successor States. (edited with Raymond Taras), (Cambridge: Cambridge University Press, 1993). ISBN 0-521-43860-8
- New States, New Politics: Building the Post-Soviet Nations. (edited with Raymond Taras), (Cambridge: Cambridge University Press, 1997). ISBN 0-521-57799-3
- The J Curve: A New Way to Understand Why Nations Rise and Fall. (Simon & Schuster, 2006; revised paperback, 2007). ISBN 0-7432-7471-7
- Managing Strategic Surprise: Lessons from Risk Management & Risk Assessment. (edited with Paul Bracken and David Gordon), (Cambridge: Cambridge University Press, 2008). ISBN 0-521-88315-6
- The Fat Tail: The Power of Political Knowledge for Strategic Investing. (with Preston Keat), (New York: Oxford University Press, 2009; revised paperback, 2010). ISBN 0-19-532855-8
- The End of the Free Market: Who Wins the War Between States and Corporations. (New York: Portfolio, 2010; revised paperback 2011). ISBN 978-1-59184-301-6
- Every Nation for Itself: Winners and Losers in a G-Zero World. (New York: Portfolio, May 2012; revised paperback 2013). ISBN 978-1-59184-468-6
- Superpower: Three Choices for America's Role in the World. (New York: Portfolio, May 2015). ISBN 978-1591847472

## Переклади праць німецькою
- Das Ende des freien Marktes: Der ungleiche Kampf zwischen Staatsunternehmen und Privatwirtschaft. Carl Hanser Verlag, 26. September 2011, ISBN 978-3446427006.
- Macht-Vakuum: Gewinner und Verlierer in einer Welt ohne Führung. Carl Hanser Verlag, 28. Januar 2013, ISBN 978-3446427006.

### Електронні книги
- What's Next: Essays on Geopolitics that Matter [Архівовано 16 травня 2013 у Wayback Machine.]. (edited with Douglas Rediker), (New York: Portfolio, November 2012). ISBN 978-1-10162-196-7
- What's Next: Essays on Geopolitics that Matter, vol. 2. (edited with Wu Xinbo), (Geneva: World Economic Forum, January 2014).

### Вибрані есе
- The World is J-Curved [Архівовано 21 січня 2019 у Wayback Machine.], Washington Post, October 1, 2006
- A Political Scientist in China [Архівовано 26 січня 2011 у Wayback Machine.], Slate, October 5, 2007
- Reasons to be Gloomy [Архівовано 26 січня 2011 у Wayback Machine.], Slate, September 18, 2008
- Expect the World Economy to Suffer through 2009 [Архівовано 10 лютого 2013 у Wayback Machine.], with Nouriel Roubini, The Wall Street Journal, January 23, 2009
- Outrage is an Unaffordable Luxury [Архівовано 12 січня 2017 у Wayback Machine.], The Washington Post, March 18, 2009
- AIG and 'Political Risk' [Архівовано 6 травня 2013 у Wayback Machine.], with Sean West, The Wall Street Journal, March 20, 2009
- State Capitalism Comes of Age [Архівовано 2 квітня 2015 у Wayback Machine.], Foreign Affairs, May/June 2009
- A Year of US-China Discord [Архівовано 7 червня 2011 у Wayback Machine.], with David Gordon, Project Syndicate, January 2010
- At Davos, All the Globalizers are Gone [Архівовано 3 березня 2017 у Wayback Machine.], Washington Post, January 29, 2010
- Fight of the Century [Архівовано 8 березня 2012 у Wayback Machine.], Prospect, April 2010
- The Long Shadow of the Invisible Hand [Архівовано 24 вересня 2013 у Wayback Machine.], The Wall Street Journal, May 22, 2010
- Sagging Global Growth Requires Us To Act, with Nouriel Roubini, The Financial Times, July 12, 2010
- Japan's Overblown Anxiety [Архівовано 7 серпня 2017 у Wayback Machine.], International Herald Tribune, November 16, 2010
- Democracy in Cyberspace [Архівовано 14 квітня 2015 у Wayback Machine.], Foreign Affairs, November/December 2010
- The Fourth Wave [Архівовано 21 жовтня 2014 у Wayback Machine.], Foreign Policy, December 2010
- Cyberteeth Bared [Архівовано 20 червня 2015 у Wayback Machine.], with Parag Khanna, International Herald Tribune, December 22, 2010
- A G-Zero World [Архівовано 25 березня 2015 у Wayback Machine.], with Nouriel Roubini, Foreign Affairs, March/April 2011
- The J Curve Hits the Middle East [Архівовано 7 серпня 2016 у Wayback Machine.], Financial Times, February 16, 2011
- Get Ready for a Growth Supercycle [Архівовано 11 листопада 2012 у Wayback Machine.], Wall Street Journal, March 2, 2011
- Washington's Stark Choice: Democracy or Riyadh [Архівовано 29 серпня 2011 у Wayback Machine.], Financial Times, March 17, 2011
- The Collateral Damage in Pakistan [Архівовано 20 червня 2015 у Wayback Machine.], International Herald Tribune, May 5, 2011
- China's Bumpy Road Ahead [Архівовано 17 травня 2013 у Wayback Machine.], Wall Street Journal, July 9, 2011
- Hungary's New Path is the Hidden Danger to Europe [Архівовано 7 липня 2015 у Wayback Machine.], Financial Times, October 9, 2011
- The G-Zero Order [Архівовано 10 листопада 2017 у Wayback Machine.], with David F. Gordon, International Herald Tribune, October 26, 2011
- Whose Economy Has It Worst? [Архівовано 17 січня 2012 у Wayback Machine.], with Nouriel Roubini, Wall Street Journal, November 12, 2011
- Searching the World for Good Governance [Архівовано 20 червня 2015 у Wayback Machine.], International Herald Tribune, November 27, 2011
- An Upbeat View of America's 'Bad' Year [Архівовано 20 червня 2015 у Wayback Machine.], with David F. Gordon, International Herald Tribune, December 28, 2011
- Far Too Soon to Write Off America, Financial Times, December 28, 2011
- France's What-If Campaign [Архівовано 20 червня 2015 у Wayback Machine.], International Herald Tribune, February 16, 2012
- The Future Belongs to the Flexible [Архівовано 13 червня 2013 у Wayback Machine.], Wall Street Journal, April 27, 2012
- Five Myths About America's Decline [Архівовано 8 серпня 2016 у Wayback Machine.], Washington Post, May 4, 2012
- Rise of the Different [Архівовано 6 грудня 2014 у Wayback Machine.], with David F. Gordon, International Herald Tribune, June 18, 2012
- Not the Old Middle East [Архівовано 5 травня 2017 у Wayback Machine.], International Herald Tribune, September 18, 2012
- Georgia's Rose Revolution Will Not Wilt [Архівовано 12 червня 2016 у Wayback Machine.], Financial Times, October 2, 2012
- Where Politics and Commerce Collide [Архівовано 20 червня 2015 у Wayback Machine.], with David F. Gordon, International Herald Tribune, October 7, 2012
- US-German Relationship on the Rocks [Архівовано 8 серпня 2016 у Wayback Machine.], with Mark Leonard, Washington Post, October 18, 2012
- United by a Catchy Acronym [Архівовано 5 травня 2017 у Wayback Machine.], International Herald Tribune, November 30, 2012
- Three Troubled Allies, One Superpower [Архівовано 30 вересня 2013 у Wayback Machine.], Wall Street Journal, January 11, 2013
- When America Stops Importing Energy, with Kenneth A. Hersh, International Herald Tribune, May 22, 2013
- How to Play Well with China [Архівовано 20 червня 2015 у Wayback Machine.], with Jon Huntsman, Jr, The New York Times, June 2, 2013
- From G8 to G20 to G-Zero: Why No One Wants to Take Charge in the New Global Order, New Statesman, June 11, 2013
- The New Abnormal, with Nouriel Roubini, Institutional Investor, June 17, 2013
- Abe's Electoral Win is Great News for Japan [Архівовано 13 серпня 2016 у Wayback Machine.], with David Petraeus, Financial Times, July 22, 2013
- Stop the Politics on Syria, with Jon Huntsman, Jr, Financial Times, August 31, 2013
- China: Superpower or Superbust? [Архівовано 2 травня 2017 у Wayback Machine.], The National Interest, November–December 2013
- Last One Standing [Архівовано 12 червня 2015 у Wayback Machine.], Politico, November 2013
- Lost Legitimacy: Why Governing is Harder than Ever [Архівовано 19 квітня 2015 у Wayback Machine.], Foreign Affairs, November 18, 2013
- China's Limited Influence [Архівовано 20 червня 2015 у Wayback Machine.], New York Times, November 27, 2013
- The New Rules of Globalization [Архівовано 29 жовтня 2014 у Wayback Machine.], Harvard Business Review, January–February 2014
- A Tortured Policy Toward Russia [Архівовано 20 червня 2015 у Wayback Machine.], The New York Times, March 26, 2014
- The New Cold War on Business [Архівовано 18 травня 2017 у Wayback Machine.], Fortune, October 8, 2014
- The Four Major Geopolitical Challenges Investors Must Face [Архівовано 11 червня 2017 у Wayback Machine.], Institutional Investor, November 3, 2014
- Pivoting Back, The Economist, The World in 2015, January 2015
- America's New Path Forward [Архівовано 7 травня 2017 у Wayback Machine.], Time International, May 21, 2015

### Блоги
- Bremmer Influencer blog on LinkedIn
- Bremmer's blog on Reuters [Архівовано 16 червня 2017 у Wayback Machine.]

### Інтерв'ю
- The J Curve on BBC Newsnight [Архівовано 6 лютого 2007 у Wayback Machine.] (2006)
- Bremmer at the Council on Foreign Relations (2006)
- Bremmer interview in Newsweek [Архівовано 22 квітня 2009 у Wayback Machine.] (2009)
- Mckinsey Quarterly interview with Bremmer [Архівовано 29 січня 2013 у Wayback Machine.] (2009)
- Bremmer interview in the Washington Post [Архівовано 4 березня 2016 у Wayback Machine.] (2010)
- Strategy & Business interview with Bremmer [Архівовано 3 березня 2016 у Wayback Machine.] (2010)
- Financial Times interview with Bremmer [Архівовано 24 березня 2012 у Wayback Machine.] (2010)
- Barrons interview with Bremmer [Архівовано 5 січня 2014 у Wayback Machine.] (2010)
- Bremmer's End of the Free Market in the Daily Telegraph [Архівовано 29 грудня 2016 у Wayback Machine.] (2010)
- The Big Interview with Bremmer on The Wall Street Journal [Архівовано 31 січня 2011 у Wayback Machine.] (2011)
- Foreign Policy interview with Bremmer and Nouriel Roubini [Архівовано 22 жовтня 2014 у Wayback Machine.] (2011)
- Reuters interview with Bremmer [Архівовано 22 січня 2011 у Wayback Machine.] (2011)
- Foreign Policy Association interview with Bremmer [Архівовано 24 вересня 2015 у Wayback Machine.] (2011)
- Bremmer interviews in The Big Think [Архівовано 26 березня 2012 у Wayback Machine.] (2011)
- Bremmer guest hosts on Charlie Rose [Архівовано 9 жовтня 2014 у Wayback Machine.] (2014)
- Exclusive interview with Peter Foster, The Telegraph [Архівовано 25 травня 2017 у Wayback Machine.] (2015)
- Bremmer on Charlie Rose [Архівовано 16 березня 2016 у Wayback Machine.] (2015)